# 하와이즈미촌
하와이즈미촌(羽和泉村)은 히로시마현 미쓰기군에 있던 촌이다. 현재의 미하라시에 해당한다.